# Heinrich Rudolf Schinz
Heinrich Rudolf Schinz (Zúrich, 30 de marzo de 1777-8 de marzo de 1861) fue un médico y zoólogo suizo.
Estudió medicina en Wurzburgo y Jena. Retornó a Zúrich en 1798 a practicar su profesión. En 1804 fue nombrado profesor del Instituto Médico y en 1833 fue designado como profesor asociado de Historia Natural en la recientemente creada Universidad de Zúrich.
Schinz fue además miembro de la Sociedad de Ciencias Naturales de Zúrich, donde se desempeñó como secretario, miembro de la junta y curador de la colección zoológica. Al pasar la colección al cantón de Zúrich en 1837, continuó siendo su curador.

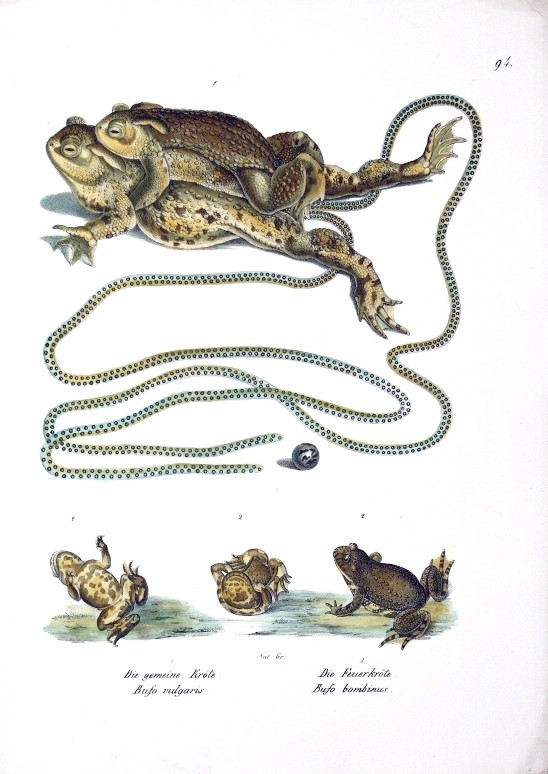
Bufo. Ilustración en el libro "Naturgeschichte und Abbildungen Der Reptilien"

Se especializó en el estudio de los vertebrados, especialmente mamíferos y aves. Fue autor de varias obras importantes entre 1824 y 1852, que incluyen Das Thierreich (1821-4), Naturgeschichte und Abbildungen der Reptilien (1833-4) y Europäsche Fauna (1840). Karl Joseph Brodtmann litografió las láminas de sus dibujos. Colaboró con la obra de Georges Cuvier, Le Règne animal, dirigida a un amplio público y publicada en varias entregas.

## Otras obras
- Naturgeschichte und Abbildungen der Säugethiere, Brodtmanns lithographische Kunstanstalt, 1ª ed. Zúrich 1824 y 2ª ed. mejorada 1927

- Naturgeschichte und Abbildungen der Menschen und der Säugethiere, Lithographische Anstalt J. Honegger, 1ª ed. Zürich ohne Jahresangabe 1835

- Naturgeschichte und Abbildungen der Menschen und der Säugethiere, nach den neuesten Entdeckungen und vorzüglichsten Originalien bearbeitet von H. R. Schinz., Honeggersche Lithographische Anstalt, 2ª ed. mejorada. Zúrich 1840

- Naturgeschichte und Abbildungen der Menschen und der verschiedenen Rassen und Stämme nach den neuesten Entdeckungen und vorzüglichsten Originalien, bearbeitet von H. R. Schinz., Honeggersche Lithographische Anstalt, 3ª ed mejorada. Zúrich 1845.

## Literatura
- Peter Bolz. Karl Bodmer, Heinrich Rudolf Schinz und die Veränderung des Indianerbilds in Europa. pp. 66-85 en: Nordamerika Native Museum Zürich (Karin Isernhagen). Karl Bodmer. A Swiss Artist in America 1809-1893. Ein Schweizer Künstler in Amerika. Scheidegger & Spiess, Zúrich 2009. ISBN 978-3-85881-236-0

## Abreviatura (zoología)
La abreviatura Schinz  se emplea para indicar a Heinrich Rudolf Schinz como autoridad en la descripción y taxonomía en zoología.